# بندق تشيلي

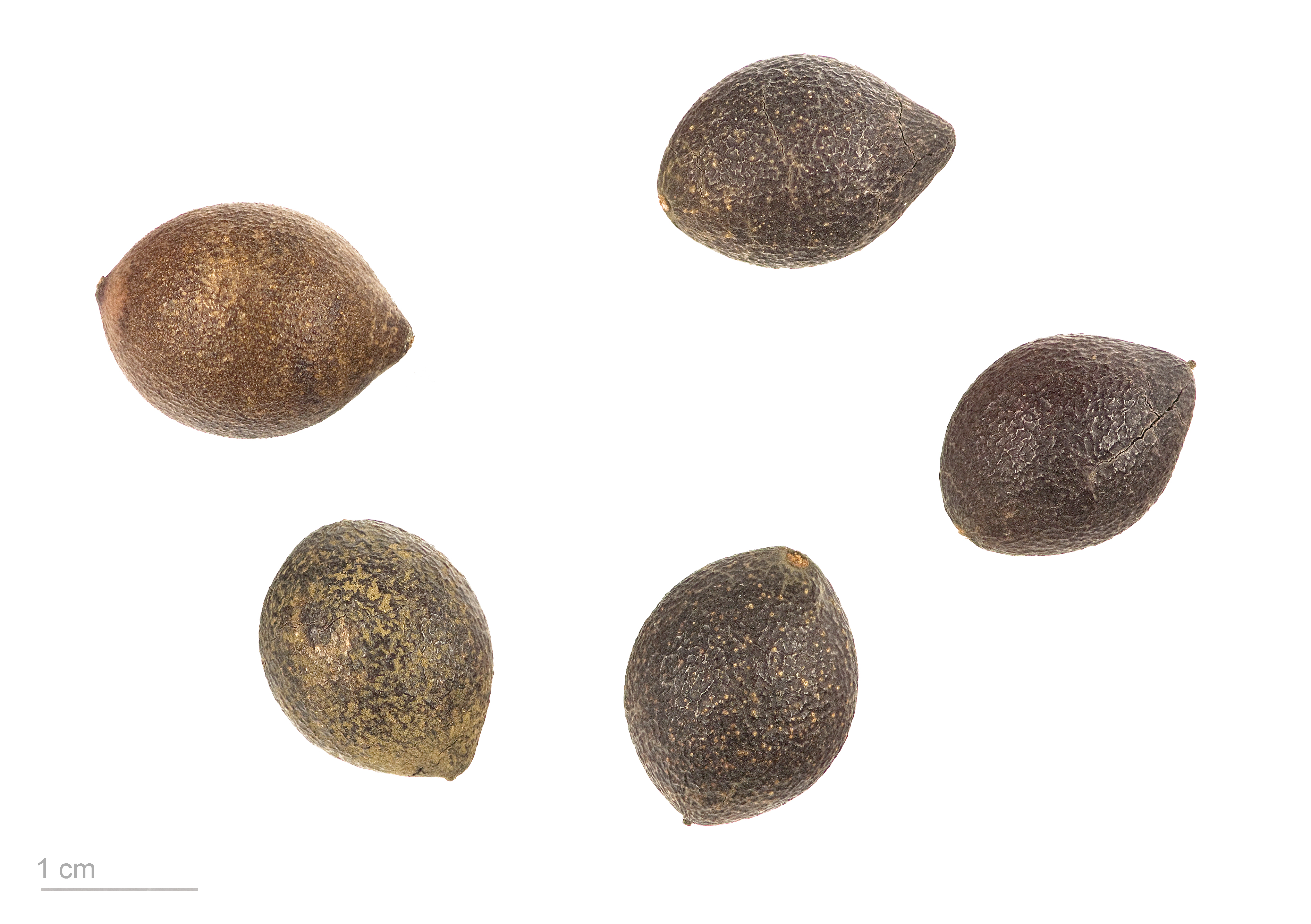
جيفوينا أفيلانا - MHNT

بندق تشيلي، (الإسبانية avellano chileno ) هي شجرة دائمة الخضرة، يصل ارتفاعها إلى 20 مترًا (65 قدمًا). إنه النوع الوحيد المصنف حاليًا في جنس جيفوينا. موطنها جنوب تشيلي والوديان المجاورة في الأرجنتين. تم العثور عليها من مستوى سطح البحر إلى 700 متر (2300 قدم) فوق مستوى سطح البحر. يمتد توزيعها من خط عرض 35 درجة إلى 44 درجة جنوبا. الأوراق المركبة خضراء زاهية ومسننة، والشجرة مزهرة بين يوليو ونوفمبر. الأزهار صغيرة جدًا وتتراوح لونها من البيج إلى الأبيض وهي ثنائية الميول الجنسية وتتكون المجموعة من اثنين إلى اثنين في أجناس طويلة. الثمرة هي جوزة حمراء داكنة عندما تكون صغيرة وتتحول إلى اللون الأسود. القشر خشبي. يمكن أن تنمو بشكل مستقيم أو متفرعة من التربة، مكونة إما شجرة أو شجيرة.
يأتي اسم جيفوينا ، الاسم الهندي مابوتشي للبندق التشيلي. أصل الاسم الإسباني ، أفيلانو يأتي من حقيقة أن المستوطنين الإسبان وجدوا المكسرات المشابهة للبندق الذي عرفوه من أوروبا. ومع ذلك ، لا ترتبط الأنواع ارتباطًا وثيقًا.
تركيز البندق التشيلي في الغابة غير منتظم للغاية ويصعب التنبؤ به. قد ينمو في الأراضي المسطحة أو المرتفعات ، في التربة الطينية أو الصخرية. عادةً ما ينمو البندق التشيلي جنبًا إلى جنب مع الأشجار الأخرى عريضة الأوراق مثل
أوبيكوا نوثوفاغوس أو دومبيي نوثوفاغوس أو ألبينا نوثوفاغوس. ومع ذلك، فإنها تنمو أيضًا في المناطق التي تهيمن عليها الصنوبريات و فيتزرويا و بيلجيروديندرون. على هذا النحو، لا تشكل جيفوينا أفيلانا مسطحات خضراء نقية.

## التصنيف
جيفوينا هو جنس من نوع واحد أو ثلاثة أنواع من العائلة البروطية . في بعض التصنيفات ، تم التعرف على جيفوينا مع ثلاثة أنواع: واحد مستوطن في أستراليا (جيفوينا بليسدالي ) ، وآخر في غينيا الجديدة ( جيفونا بابوغينا ) ، ونوع واحد في كل من شيلي والأرجنتين ( جيفوينا أفيلانا). تضع تقارير تصنيفية أخرى الأنواع الأسترالية والجديدة في جنس
بليسداليا  أو في جنس الفيجية المستوطن توريليا، وترك جيفوينا مع جيفوينا أفيلانا فقط. تحتفظ فلورا أستراليا بهذين النوعين في جيفوينيا، ولكن أحدث تصنيف يضع الأنواع الأسترالية والجديدة في غينيا باسم بليسداليا . 

## الاستخدامات والزراعة
تؤكل البذور نيئة ، مطبوخة في الماء المغلي أو محمصة. تحتوي المكسرات على حوالي 12٪ بروتين و49٪ زيت و24٪ كربوهيدرات. تحتوي البذور على نسبة عالية جدًا من الزيوت الأحادية غير المشبعة ويتم الحصول عليها أيضًا لأغراض عديدة في شيلي. وهي غنية بمضادات الأكسدة مثل فيتامين إي ( ألفا توكوترينول ) وبيتا كاروتين . يعتبر زيته مكونًا في بعض واقيات الشمس. يستخدم زيت الجيفوينا كعنصر تجميلي لصفاته المرطبة ولأنه مصدر لأحماض أوميغا 7 الدهنية ( حمض البالميتوليك ). قد يختلف إنتاج البذور بشكل كبير من شجرة إلى أخرى.
تعتبر الشجرة نبات عسل جيد للنحل وتُزرع أيضًا كنبات للزينة. تحتوي قشور البذور على مادة التانين المستخدمة في دباغة الجلود. تتمتع الشجرة بمقاومة مقبولة للصقيع (على الأقل − 12 درجة مئوية (10 °F)) عندما تنضج. الخشب ذو لون كريمي مع خطوط بنية داكنة ويستخدم في الخزائن والآلات الموسيقية. تم تقديمه إلى بريطانيا العظمى في عام 1826. ينمو جيدًا هناك، في أيرلندا ونيوزيلندا وكاليفورنيا. تزرع عينات قليلة في إسبانيا  وفي شمال غرب المحيط الهادئ للولايات المتحدة. ينمو جيدًا في المناخات المحيطية المعتدلة ذات درجات الحرارة الباردة حيث يحدث الصقيع بشكل شائع في الشتاء، وقد ازدهرت في جنوب نيوزيلندا. يحتاج إلى 5 سنوات للحصاد الأول و7 أو 8 سنوات للإنتاج الكامل. في سياتل بواشنطن، تأكل السناجب والطيور البذور من الأشجار. يتم تطوير أصناف جديدة ذات محصول أكبر من المخزون البري الأصلي في كل من شيلي ونيوزيلندا.
اعتبارًا من عام 1982، تم جمع فصيل صغير فقط من صواميل المدرجات البرية للمعالجة.

## صالة عرض

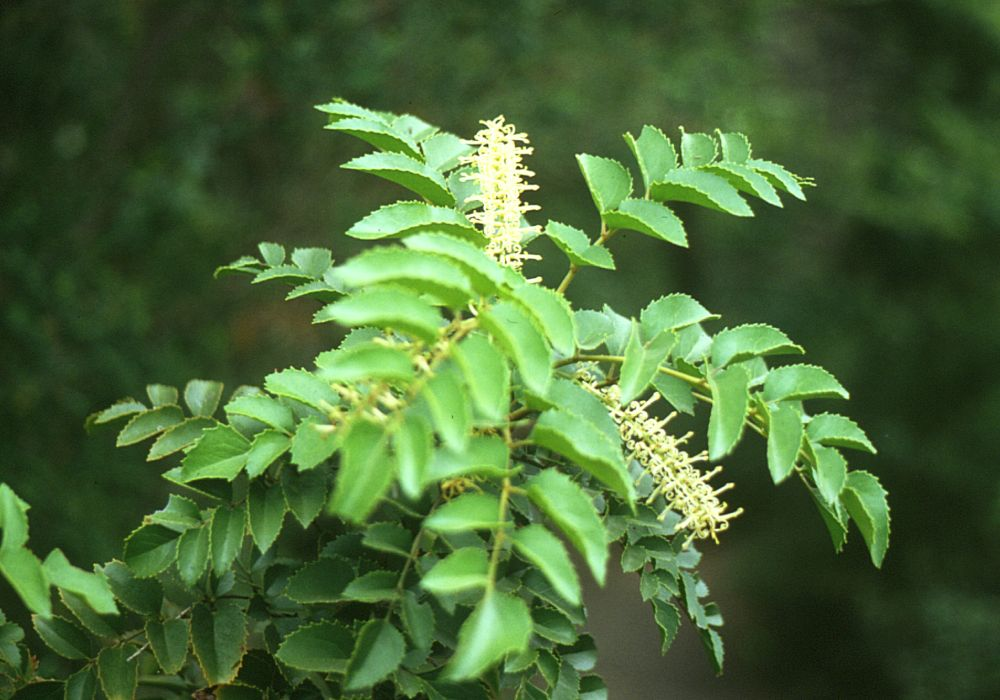
أوراق الشجر والزهور
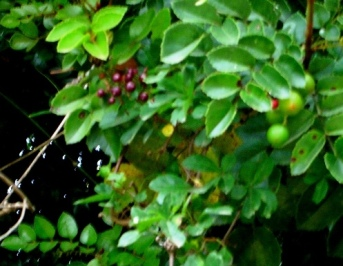
غصين
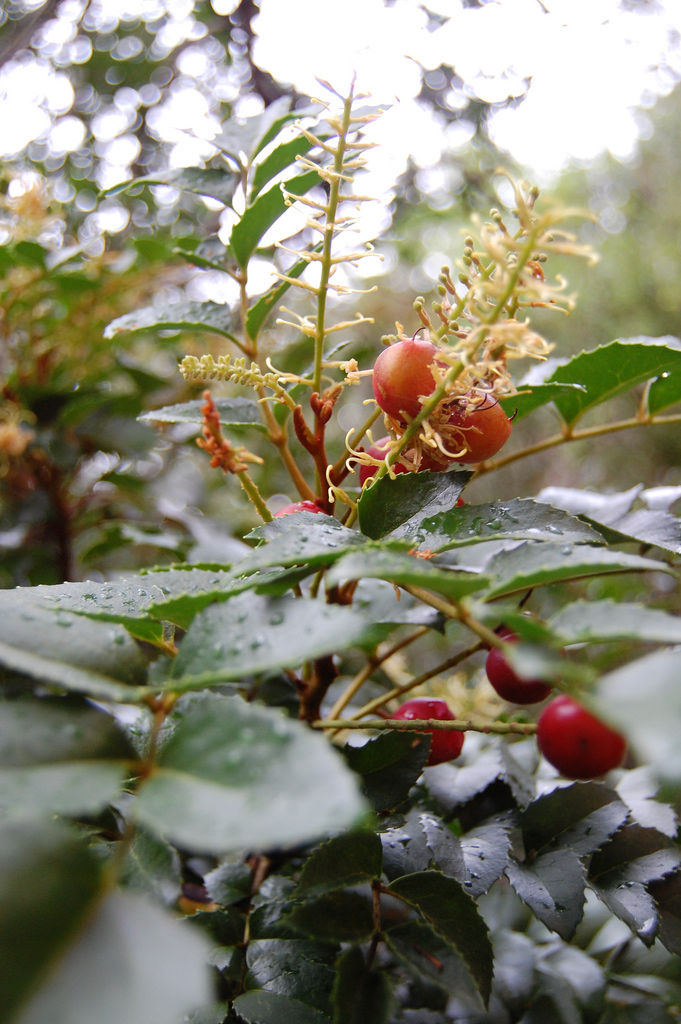
الزهور والفواكه
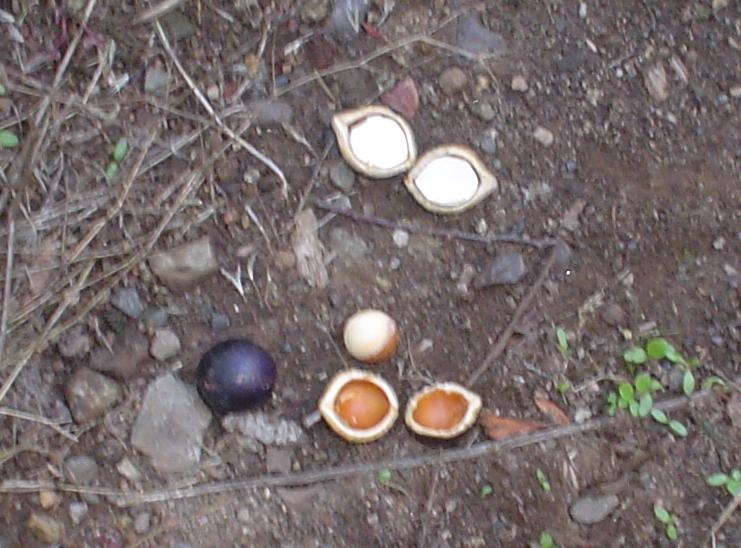
الجوز المتساقط

## روابط خارجية
- رودريغيز ، روبرتو ؛ ماثي ، أوسكار وكيزادا ، ماكس. 1983. فلورا أربوريا دي تشيلي. جامعة كونسبسيون. 408 ص.
- دونوسو ، سي . 2005. Árboles nativos de Chile. Guía de Recocimiento. Edición 4. ماريسا كونيو إيديسيونيس ، فالديفيا ، تشيلي. 136 ص.
- هوفمان ، أ .1982. Flora silvestre de Chile zona araucana. Edición 4. مؤسسة Ediciones Claudio Gay ، سانتياغو ، شيلي. 258 ص.
- مونيوز ، م. 1980. Flora del Parque Nacional Puyehue. جامعة التحرير ، سانتياغو ، شيلي. 557 ص.
- "Gevuina avellana". Enciclopedia de la Flora Chilena. مؤرشف من الأصل في 2022-11-28. اطلع عليه بتاريخ 2009-06-27.
- "Gevuina avellana in Scotland". PlantenTuin Esveld. مؤرشف من الأصل في 2022-11-28. اطلع عليه بتاريخ 2009-06-27.
- "Gevuina avellana: Potential for commercial nuts". Acta Horticulturae. مؤرشف من الأصل في 2023-06-10. اطلع عليه بتاريخ 2009-06-27.
- "A cool climate nut of the Proteaceae plant tropical family" (PDF). New Zealand Crop & Food Research. مؤرشف من الأصل (PDF) في 2008-10-14. اطلع عليه بتاريخ 2009-06-27.